# Sarra (Naplouse)
Sarra, en arabe : سالم, est un village du gouvernorat de Naplouse en Palestine, situé à 11 km au sud-ouest de Naplouse, au centre de la Cisjordanie.
Selon le recensement du bureau central palestinien des statistiques, la localité compte une population de 3 384 habitants en 2017.